# ديفيد فيزديل
ديفيد فيزديل (بالإنجليزية: David Fizdale)‏ مواليد 16 يونيو 1974 في لوس أنجلوس، هو مدرب كرة سلة أمريكي ولاعب سابق. يدرب ميمفيس غريزليس في الرابطة الوطنية لكرة السلة. فاز بلقب دوري إن بي إيه.

## إحصائيات المسيرة
| الفريق         | السنة   | G  | W  | L  | W–L% | النهاية | PG | PW | PL | PW–L% | النتيجة              |
| -------------- | ------- | -- | -- | -- | ---- | ------- | -- | -- | -- | ----- | -------------------- |
| ميمفيس غريزليس | 2016–17 | 82 | 43 | 39 | .524 | 3       | 6  | 2  | 4  | .333  | خسر في الجولة الأولى |
| المسيرة        | المسيرة | 82 | 43 | 39 | .524 |         | 6  | 2  | 4  | .333  |                      |

## روابط خارجية
- ديفيد فيزديل على موقع كلية كرة السلة في سبورتس رفرنس.كوم (الإنجليزية)
- ديفيد فيزديل على موقع سبورتس رفرنس (الإنجليزية)